# Groupe RTD
Die Groupe RTD ist die Hausband von Radiodiffusion télévision de Djibouti, dem staatlichen öffentlichen Rundfunk von Dschibuti. In ihrer Rolle als nationale Band tritt sie bei Besuchen von Würdenträgern und bei Zeremonien des dschibutischen Präsidenten auf. Ihr Debütalbum The Dancing Devils of Djibouti wurde 2019 in drei Tagen aufgenommen und im Juni 2020 auf dem US-amerikanischen Musiklabel Ostinato Records veröffentlicht, was es zur ersten internationalen Albumveröffentlichung aus Dschibuti macht.

## Geschichte
Dschibuti erlangte seine Unabhängigkeit von Frankreich im Jahr 1977. Seitdem ist die populäre Musikindustrie vollständig in staatlicher Hand. Groupe RTD wurde als Hausband von Radiodiffusion télévision de Djibouti (RTD), der staatlichen öffentlicher Rundfunk von Dschibuti, gegründet.
Die Mitglieder der Groupe RTD sind der Saxophonist Mohamed Abdi Alto, die Sänger Asma Omar, Guessod Abdo Hamargod und Hassan Omar Houssein, der Schlagzeuger Omar Farah Houssein, der Keyboarder Moussa Aden Ainan, der Gitarrist Abdirazak Hagi Sufi „Kaajaa“, der Bassist Abdo Houssein Handeh und der Tombak spieler Salem Mohamed Ahmed. Die Band besteht in ihrer aktuellen Besetzung seit 2013 und ist eine Mischung aus alten und jungen Musikern, die zu den besten in Dschibuti gehören. Alto und Sufi waren etablierte Musiker in Somalia, bevor sie nach Dschibuti zogen. Die Sängerin Asma Omar ist die einzige Frau in der Band und das jüngste Mitglied. Sie gewann einen Wettbewerb, um der Band beitreten zu können.
2016 reisten der Gründer von Ostinato Records, Vik Sohonie, und Janto Djassi, ein Freund von ihm, nach Dschibuti, um die Musik im Archiv von RTD zu erforschen. Sohonie behauptet, das Archiv beherberge „den gesamten Katalog der dschibutischen Musik von der Unabhängigkeit bis heute“. Dort lud der Leiter der RTD sie ein, die Groupe RTD zu hören, die im Tonstudio nebenan spielte. Sohonie und Djassi kehrten 2019 nach Dschibuti zurück, um die Gruppe aufzunehmen. Sie nahmen drei Tage lang auf und veröffentlichten die Aufnahmen auf dem Album The Dancing Devils of Djibouti im Juni 2020. Somit ist diese die erste internationale Albumveröffentlichung aus Dschibuti.

Groupe RTD beim Rudolstadt-Festival 2022
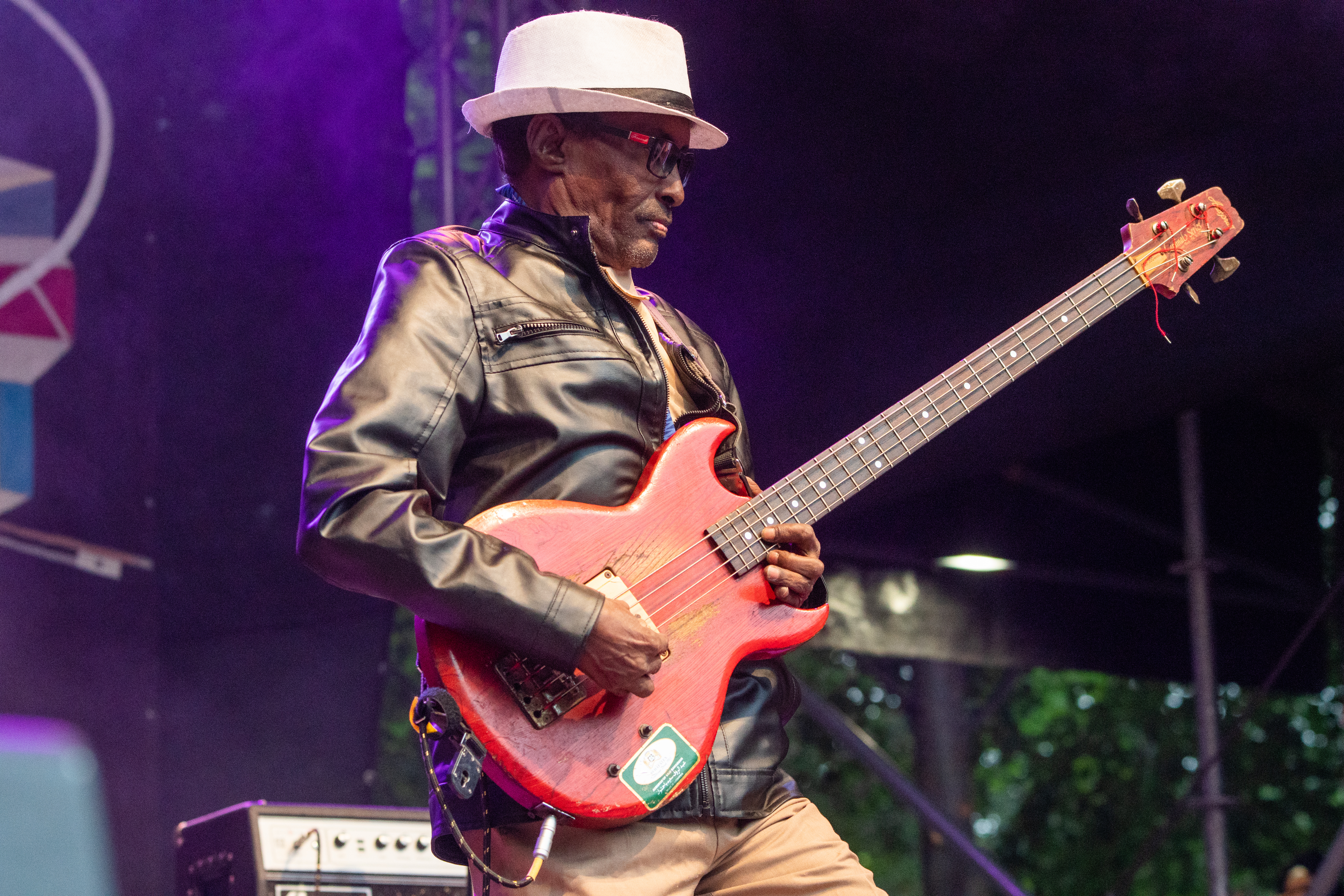
Abdirazak Hagi Sufi
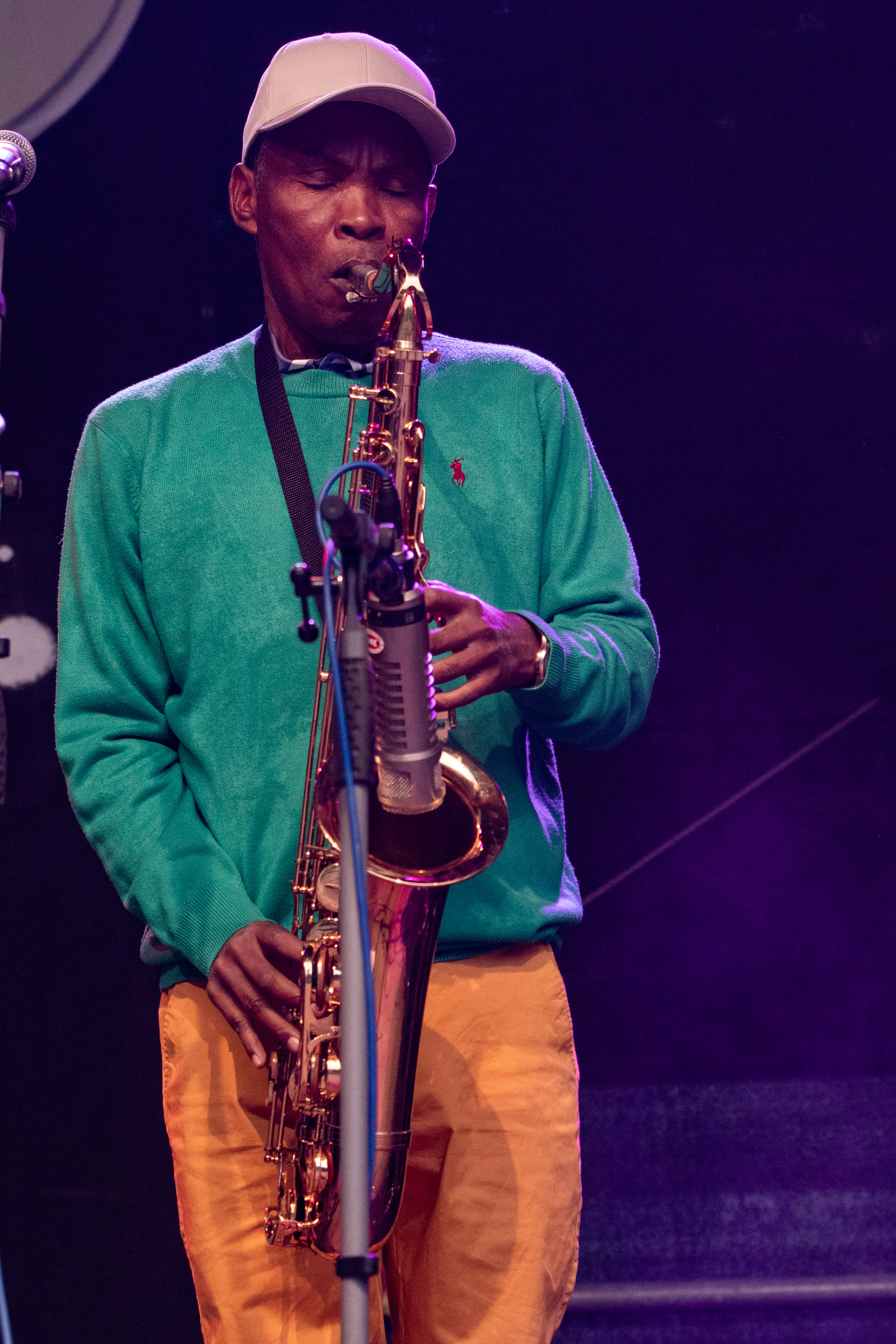
Mohamed Abdi Alto
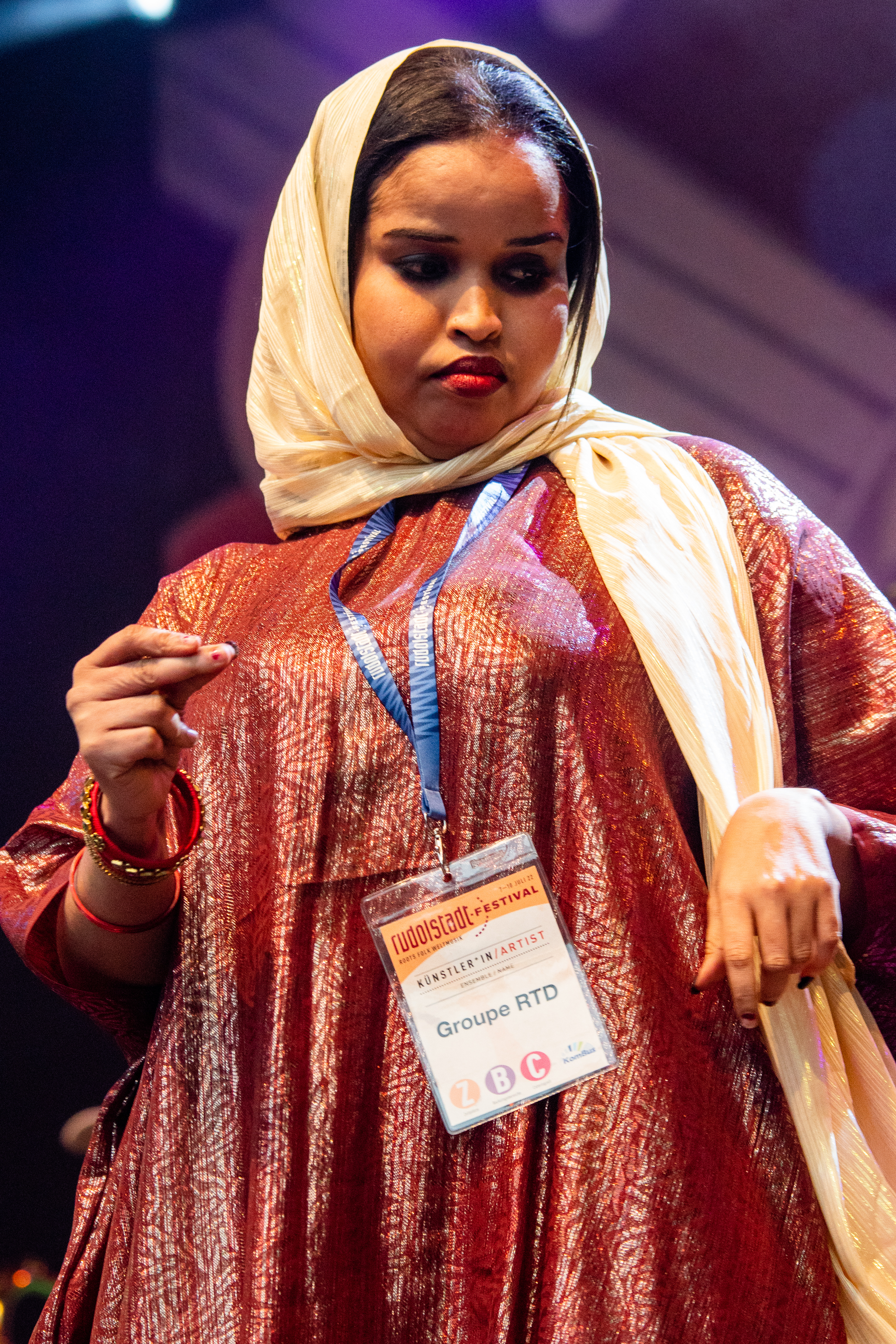
Asma Omar
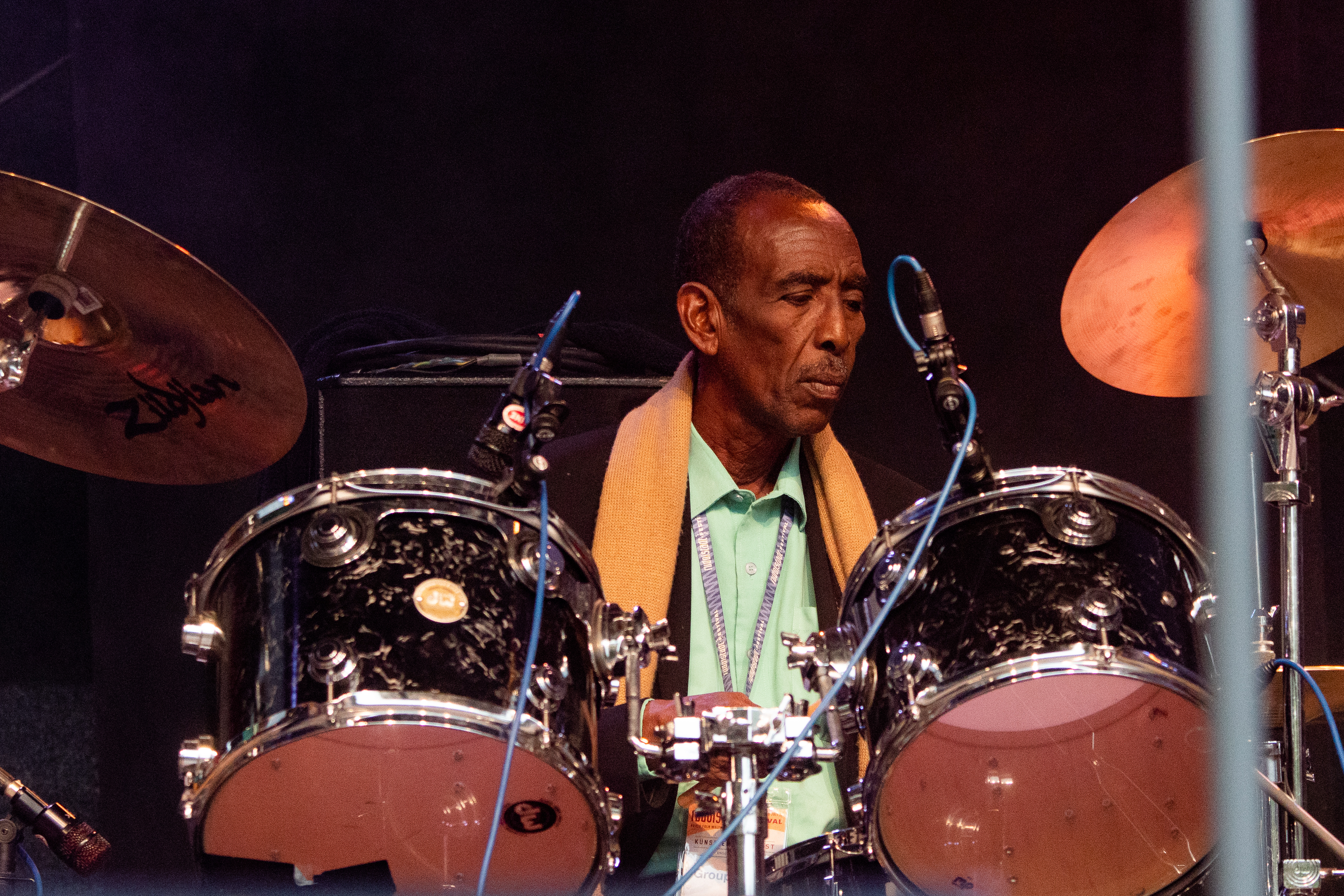
Omar Farah Houssein

## Musikalischer Stil
Geografisch liegt Dschibuti am Zusammenfluss des afrikanischen und des asiatischen Kontinents, was die Kultur beeinflusst. Der Stil der Groupe RTD ist von der Musik aus Äthiopien, Somalia, dem Nahen Osten und Indien beeinflusst. Der Saxophonist Mohamed Abdi Alto ist stark vom US-amerikanischen Jazz beeinflusst, der Gitarrist Abdirazak Hagi Sufi vom jamaikanischen Reggae. Die Sänger der Groupe RTD erzählten Sohonie, dass sie das Singen gelernt haben, indem sie den Stil von Sängern in Bollywood-Filmen nachahmten.

## Diskografie
Studioalben
- The Dancing Devils of Djibouti  (Ostinato Records, 2020)